# Nils Landgren (musicus)
Nils Landgren (Degerfors, 15 februari 1956) is een Zweedse trombonist, zanger en componist die jazz, funk, R&B en aanverwante stijlen speelt. Vanwege zijn roodkleurige trombone heeft hij de bijnaam Mr. Red Horn.

## Biografie
Landgren studeerde klassieke trombone van 1972 tot 1978 in Karlstad en Arvika. Hij begon zijn professionele carrière als begeleider tijdens een tournee van Björn Skifs. Hij kwam in contact met jazzmusici en stapte zo in de jazzmuziek. Zo kwam hij in een bigbandproject van Thad Jones terecht en werkte daarna met artiesten als ABBA (hij is te horen op Voulez-Vous), the Crusaders, Eddie Harris en Herbie Hancock. Zijn eerste solo-album Planet Rock nam hij op in 1983. In 1992 startte hij de Nils Landgren Unit, later omgedoopt tot Nils Landgren Funk Unit, een project waarmee hij internationaal doorbrak. Naast vele opnamen van hemzelf, de Funk Unit en samen met anderen, speelde Landgren ook in een toneelvoorstelling "SKÅL" (1985-1987) waarin hij trombone speelde, acteerde, zong en danste.
In 2016 ontving hij de Zweedse koninklijke onderscheiding "Litteris et Artibus".

## Discografie (selectie)

### Solo
- 1983: Planet Rock (Frituna/ACT)
- 1984: Streetfighter (Frituna/ACT)
- 1985: You Are My Nr. 1 (Frituna/ACT)
- 1990: Follow Your Heart (Caprice Records/ACT)
- 1992: Red Horn (Caprice Records/ACT)
- 1993: Ballads (ACT, 1993/98)
- 1996: Gotland (ACT)
- 2001: The First Unit (ACT)
- 2002: Sentimental Journey (ACT)

### Nils Landgren Funk Unit
- 1995: Live In Stockholm (ACT, 1994–1995), met Maceo Parker
- 1996: Paint It Blue (ACT)
- 1998: Live In Montreux (ACT)
- 1999: 5000 Miles (1999) (ACT)
- 2001: Fonk Da World (ACT)
- 2004: Funky ABBA (ACT)
- 2007: License to Funk (ACT)
- 2010: Funk for Life (ACT)
- 2013: Teamwork (ACT)

- Bibsys: 5031520
- Bibliothèque nationale de France: cb139611644 (data)
- Gemeinsame Normdatei: 130388807
- International Standard Name Identifier: 0000 0001 1700 7848
- Library of Congress Control Number: no98007262
- MusicBrainz: aed70c67-7e5a-42e6-9103-b8c2942e98a2
- Nationale Bibliotheek van Israël: 987007340538005171
- LIBRIS: 291581
- Système universitaire de documentation: 081260202
- Virtual International Authority File: 118727560
- WorldCat: E39PBJtH6mgpq3cK388Wh8BwYP